# Bague Philippine
 (avril 2016).
Si vous disposez d'ouvrages ou d'articles de référence ou si vous connaissez des sites web de qualité traitant du thème abordé ici, merci de compléter l'article en donnant les références utiles à sa vérifiabilité et en les liant à la section « Notes et références ».
La bague Philippine est une bague de type chevalière, présentant un onyx monté sur une bague en argent.

## Historique
Elle était remise aux nouveaux entrants dans la confrérie Philippine (qui aime les chevaux) fondée par un officier de cavalerie du Cadre noir de Saumur au début du XXe siècle.